# 哥斯达黎加愉快航空
哥斯达黎加愉快航空（VivaCan）是一家计划中总部位于哥斯达黎加的廉价航空公司，其母公司是爱尔兰瑞安航空。哥斯达黎加愉快航空是“愉快航空”品牌家族第三家航空公司，前两家分别是愉快空中客车航空和哥伦比亚愉快航空。迈阿密、波哥大、瓜亚基尔和利马是第一批从哥斯达黎加出发可能的航点。2016年，哥斯达黎加愉快航空宣布将首航推迟到2017年或之后，主要是由于哥斯达黎加国内高昂的税费，使得提供廉价机票这一目标难以实现。